# Негшар
Негшар (перс. نهشهر) — село в Ірані, у дегестані Ростак, у Центральному бахші, шагрестані Хомейн остану Марказі. За даними перепису 2006 року, його населення становило 131 особу, що проживали у складі 35 сімей.

## Клімат
Середня річна температура становить 12,25 °C, середня максимальна – 31,05 °C, а середня мінімальна – -8,92 °C. Середня річна кількість опадів – 216 мм.
| Клімат поселення                              | Клімат поселення | Клімат поселення | Клімат поселення | Клімат поселення | Клімат поселення | Клімат поселення | Клімат поселення | Клімат поселення | Клімат поселення | Клімат поселення | Клімат поселення | Клімат поселення | Клімат поселення |
| Показник                                      | Січ.             | Лют.             | Бер.             | Квіт.            | Трав.            | Черв.            | Лип.             | Серп.            | Вер.             | Жовт.            | Лист.            | Груд.            |                  |
| Середній максимум, °C                         | 8,21             | 9,40             | 12,97            | 18,94            | 24,22            | 30,14            | 31,05            | 30,64            | 26,23            | 19,78            | 12,98            | 7,96             |                  |
| Середня температура, °C                       | −0,34            | 0,85             | 4,41             | 10,38            | 15,67            | 21,57            | 25,36            | 24,94            | 20,53            | 14,09            | 7,28             | 2,27             |                  |
| Середній мінімум, °C                          | −8,92            | −7,7             | −4,16            | 1,80             | 7,10             | 13,01            | 19,66            | 19,24            | 14,83            | 8,39             | 1,59             | −3,44            |                  |
| Норма опадів, мм                              | 36               | 35               | 39               | 26               | 18               | 2                | 2                | 1                | 1                | 6                | 21               | 29               |                  |
| Середньомісячна швидкість вітру, м/с          | 1.26             | 1.96             | 2.40             | 2.73             | 2.55             | 2.34             | 2.35             | 2.14             | 2.17             | 2.09             | 1.75             | 1.31             |                  |
| Середньомісячна сонячна радіація, кДж/м²·день | 9833             | 13072            | 15651            | 18849            | 22659            | 26803            | 25834            | 24423            | 21553            | 16161            | 11490            | 9533             |                  |
| --------------------------------------------- | ---------------- | ---------------- | ---------------- | ---------------- | ---------------- | ---------------- | ---------------- | ---------------- | ---------------- | ---------------- | ---------------- | ---------------- | ---------------- |
| Джерело:                                      |                  |                  |                  |                  |                  |                  |                  |                  |                  |                  |                  |                  |                  |